# Alex Dowsett
Alex Dowsett (* 3. Oktober 1988 in Essex) ist ein ehemaliger britischer Radrennfahrer, der auf Bahn- und Straße erfolgreich war. Dowsett war Zeitfahrspezialist, war Inhaber des Stundenweltrekords und ist heute als Coach tätig.

## Karriere
Nachdem Dowsett in den Nachwuchsklassen u. a. vierfacher britischer und einmal europäischer Meister im Einzelzeitfahren sowie Bronzemedaillengewinner in der Mannschaftsverfolgung bei den Bahnweltmeisterschaften der Junioren 2006 wurde, schloss er sich 2011 dem UCI ProTeam Sky an. Für dieses Team gewann er 2011 mit einer Etappe der Tour du Poitou-Charentes sein erstes internationales Elitestraßenrennen. In diesem Jahr gewann er auch die britische Zeitfahrmeisterschaft. Er konnte diesen Erfolg in den beiden Folgejahren wiederholen.
Nach zwei Jahren beim Team Sky wechselte er zum spanischen Movistar Team und errang seinen bis dahin größten Erfolg auf der Straße beim Einzelzeitfahren auf der achten Etappe des Giro d’Italia 2013, einem 54,8 Kilometer langen Zeitfahren. 2014 gewann er bei den Commonwealth Games die Goldmedaille im Einzelzeitfahren. Am 2. Mai 2015 verbesserte er im Manchester Velodrome den Stundenweltrekord auf 52,937 Kilometer und blieb Rekordhalter, bis er am 7. Juni 2015 von Bradley Wiggins abgelöst wurde.
Wenige Wochen nach seiner Rekordfahrt gewann der 26-Jährige mit der Bayern-Rundfahrt 2015 sein erstes internationales Etappenrennen. Im selben Jahr errang er gemeinsam mit seinem Team von Movistar bei den Straßenweltmeisterschaften die Bronzemedaille im Mannschaftszeitfahren.
2016 wurde Dowsett zum fünften Mal in seiner Karriere britischer Meister im Einzelzeitfahren. 2018 wechselte er nach fünf Jahren bei Movistar zum Team Katusha Alpecin und nach dessen Auflösung zum übernehmenden Team Israel Start-Up Nation. Für diese Mannschaft gewann er die achte Etappe des Giro d’Italia 2020, indem er sich 20 Kilometer vor dem Ziel aus einer Spitzengruppe absetzen konnte, die sich zum Etappenbeginn gebildet hatte.
Im November 2020 kündigte Alex Dowsett an, am 12. Dezember auf dem Manchester Velodrome den Stundenweltrekord in Angriff zu nehmen. Er hatte diesen Rekord schon einmal ab Mai 2015 in Besitz. Seit 2019 hält der Belgier Victor Campenaerts mit 55,089 Kilometern den Rekord, den Dowsett nun erneut brechen will. Nachdem Dowsett wenig später positiv auf COVID-19 getestet worden war, wurde der Termin verschoben.
Zum Ende der Saison 2021 führte Dowsett einen erneuten Versuch durch, um den Stundenweltrekord zu brechen. Dieser fand am 3. November in Velódromo Bicentenario in Aguascalientes statt. Dabei legte er in einer Stunde 54,555 Kilometer zurück und verfehlte den damaligen Rekord um 534 Meter. Sein Versuch ist der Viertbeste nach dem aktuell geltenden UCI-Reglement.
Im August 2022 gab Dowsett bekannt, dass er zum Ende der Saison seine Karriere im Straßenradsport beendet. Am 16. Oktober startete er bei seinem letzten Rennen, dem Einzelzeitfahren Chrono des Nations, das er als 23. beendete.
Er trainiert seit 2025 die Triathletin Katrina Matthews.

## Erkrankung
Dowsett leidet an der Bluterkrankheit und ist wahrscheinlich der einzige reguläre Profisportler mit dieser Erkrankung. Er gründete die Stiftung Little Bleeders um das Bewusstsein für Hämophilie zu schärfen, Missverständnisse aufzuklären und junge Hämophile-Erkrankte zu ermutigen und unterstützen, selber aktiv Sport zu treiben. Aufgrund seiner Erkrankung hat er eine Ausnahmegenehmigung vom allgemeinen Spritzenverbot der UCI, da er sich regelmäßig das Glykoprotein Blutgerinnungsfaktor VIII spritzen muss.

## Erfolge

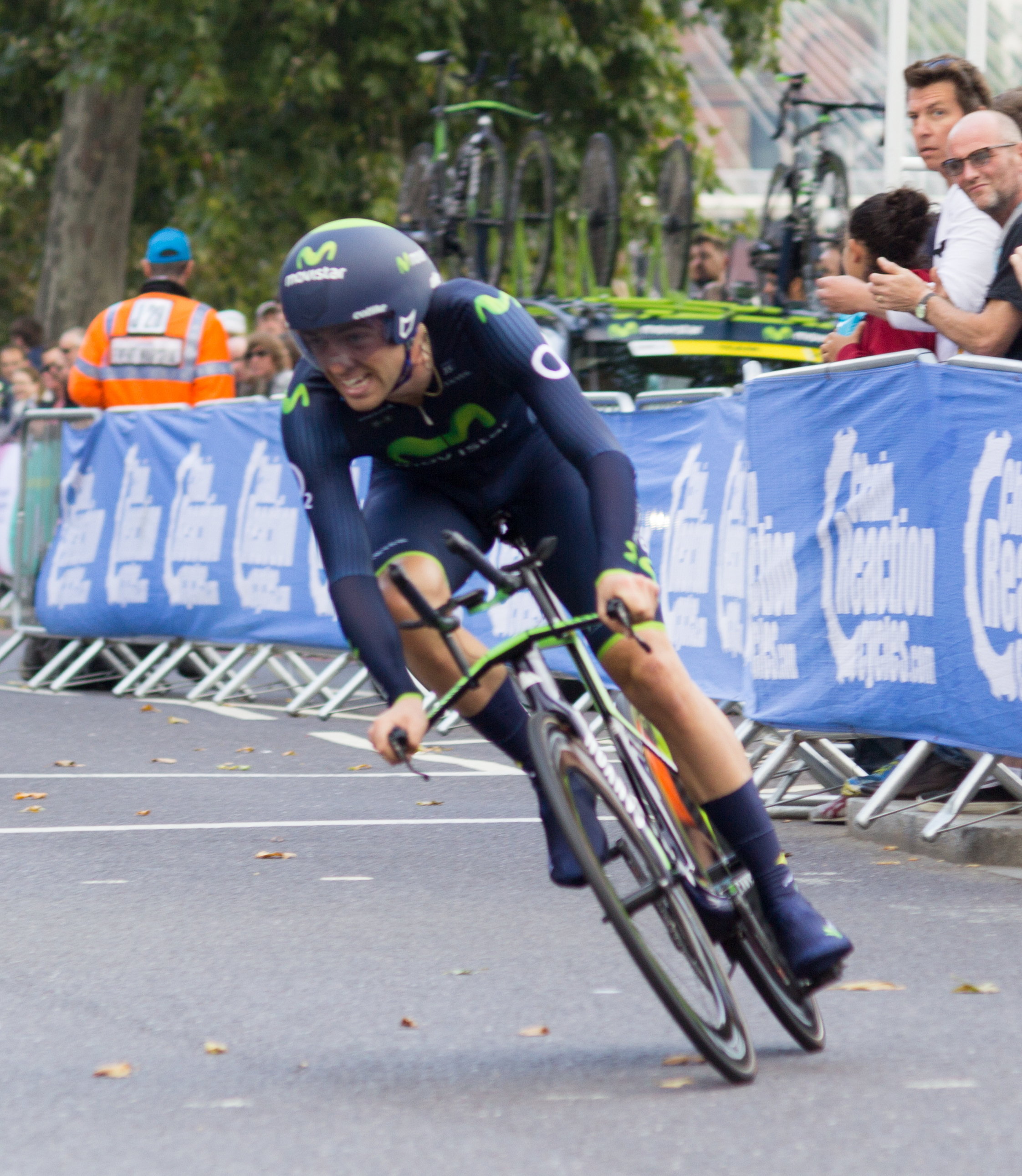
Dowsett bei der Tour of Britain 2014

### Straße
2005
- Britischer Meister – Einzelzeitfahren (Junioren)

2006
- Britischer Meister – Einzelzeitfahren (Junioren)

2008
- Britischer Meister – Einzelzeitfahren (U23)

2009
- Britischer Meister – Einzelzeitfahren (U23)

2010
- Europameister – Einzelzeitfahren (U23)
- Chrono des Nations (U23)

2011
- eine Etappe Tour du Poitou-Charentes
- Britischer Meister – Einzelzeitfahren
- eine Etappe Tour of Britain

2012
- Britischer Meister – Einzelzeitfahren

2013
- eine Etappe Giro d’Italia
- Britischer Meister – Einzelzeitfahren

2014
- eine Etappe Circuit Cycliste Sarthe
- Commonwealth Games – Einzelzeitfahren

2015
- Gesamtwertung und eine Etappe Bayern-Rundfahrt
- Britischer Meister – Einzelzeitfahren
- Weltmeisterschaft – Mannschaftszeitfahren

2016
- Britischer Meister – Einzelzeitfahren
- eine Etappe Tour de Pologne

2017
- eine Etappe Circuit Cycliste Sarthe
- Hammer Climb Hammer Sportzone Limburg

2019
- Britischer Meister – Einzelzeitfahren

2020
- eine Etappe Giro d’Italia

### Bahn
2006
- UCI-Bahn-Weltmeisterschaften der Junioren – Mannschaftsverfolgung

2015
- Stundenweltrekord über 52,937 km

## Grand-Tour-Platzierungen
| Grand Tour            | 2013 | 2014 | 2015 | 2016 | 2017 | 2018 | 2019 | 2020 | 2021 | 2022 |
| --------------------- | ---- | ---- | ---- | ---- | ---- | ---- | ---- | ---- | ---- | ---- |
| Giro d’ItaliaGiro     | 147  | –    | –    | –    | –    | 120  | –    | 120  | DNF  | 134  |
| Tour de FranceTour    | –    | –    | DNF  | –    | –    | –    | 151  | –    | –    | –    |
| Vuelta a EspañaVuelta | –    | –    | –    | –    | –    | –    | –    | –    | –    | –    |